# 잠코비 광장

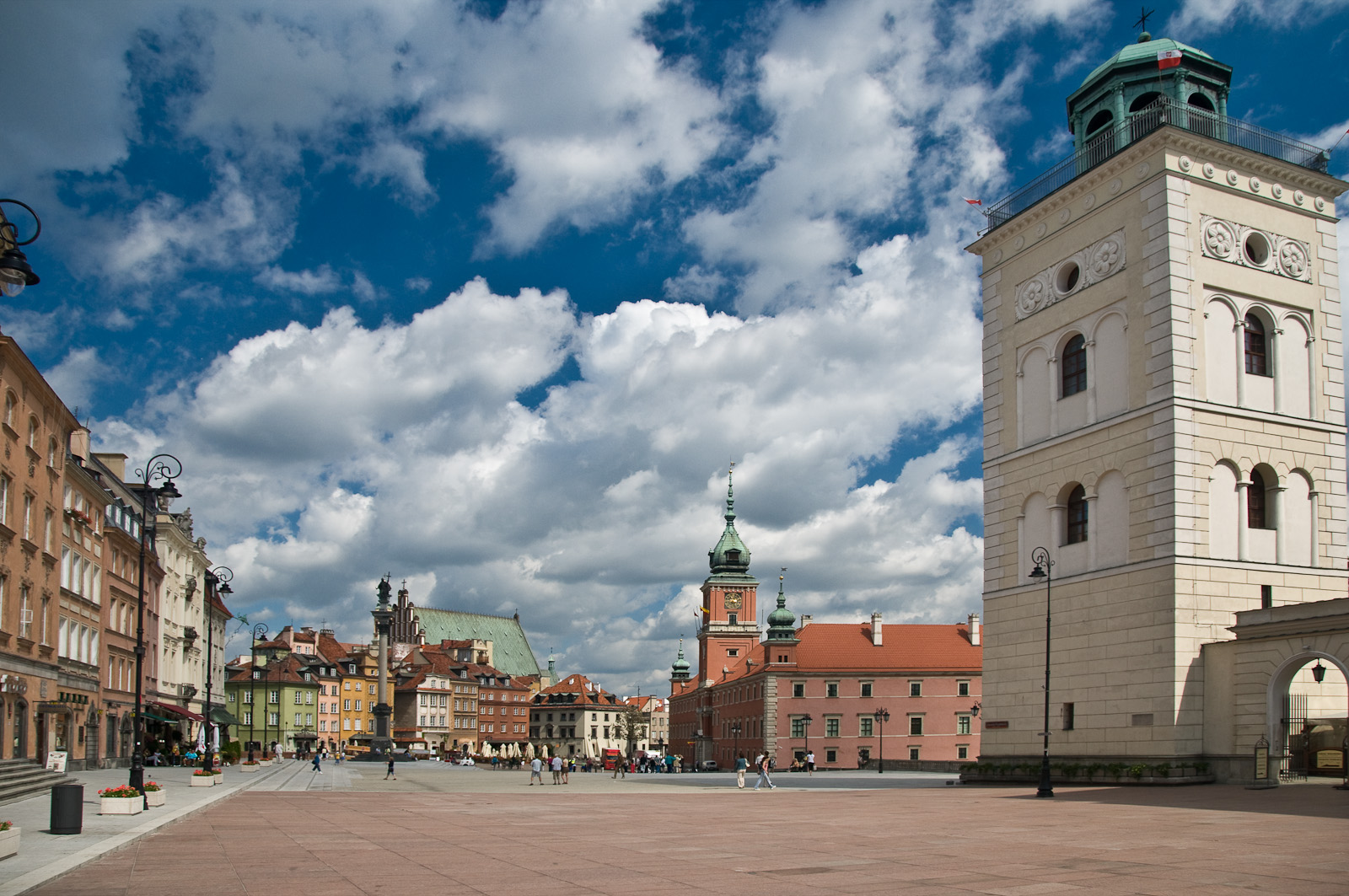
잠코비 광장

잠코비 광장(폴란드어: Plac Zamkowy)은 폴란드 바르샤바에 있는 광장이다. 바르샤바 왕궁, 지그문트 3세 바사 기둥 등이 있다.